# Монтевидео, Бог те видео! (књига)
Монтевидео, Бог те видео!  је књига о одласку југословенске репрезентације (коју су тада чинили само играчи из Србије) на светско првенство у фудбалу које је одржано у Уругвају 1930. године, аутора Владимира Станковића, објављена 2010. године у издању издавачке куће Intermedia Network. Друго издање књиге објавила је издавачка кућа "Лагуна" 2014. године.

## О аутору
Владимир Станковић је рођен 7. маја 1949. године у Књажевцу. Новинарством се бави више од 40 година а започео је као београдски дописник загребачког "Вјесника", пишући претежно о спортским темама. Писао је за "Борбу", а 1989. године је покренуо прву југословенску кошаркашку ревију "Кош". Године 1992. одлази у Шпанију као дописник "Борбе" и одатле је писао за: "Нашу борбу", "Време", "Вечерње новости" и "Спорт". Од 2010. године, пише за "НИН" и "Блиц". Станковић је био и дописник "El Mundo Deportivo" из Југославије, да би даљу сарадњу са листом наставио када се настанио у Шпанији. Радио је и као уредник шпанског издања месечника "FIBA Basketbol". Објављивао је у "La Vanguardiji", мадридском "Asu", кошаркашком недељнику "Higantes del Basket".
Био је директор за медије Евролиге од 2000−2006. године, а потом је годину дана био директор за међународне односе у кошаркашком клубу Динамо из Москве. Стални је колумниста сајта "Евролиге". Аутор је следећих наслова: 50 величанствених (заједно са Александром Остојићем, 1997), Монтевидео, Бог те видео! (2010), Шпанија од нашег дописника (2010), Задња пошта – Тимок (2012), Мисли о фудбалу (2014). Кош по кош (2016). Од 2007. године живи у Барселони као слободни новинар.

## О књизи
Владимир Станковић је са књигом Монтевидео, Бог те видео! сачувао од заборава легендарни подвиг српских фудбалера који су учинили великим југословенски фудбал, о ентузијазму и истрајности, части и одлучности, пријатељству и вери, о времену и приликама у којима се фудбал играо са страшћу прве љубави.
Књига представља јединствену прича о околностима под којима су српски фудбалери у југословенским дресовима 1930. године учествовали на Светском првенству у Уругвају. Станковић кроз причу оживљава легендарне играче Мошу, Тиркета, као и све остале играче репрезензтације, прекоокеанско путовање бродом „Флорида“, победу против Бразила, али и једну од најневероватнијих спортских неправди. Оживео је и одушевљење Београђана који су дочекали фудбалере из Уругваја.
Књига Монтевидео, Бог те видео! садржи мноштво фактогтрафских података о клубовима, утакмицама, првенствима, ривалствима, прегршт информација о тадашњим политчким и друштвеним приликама. Обогаћена је са тридесетак црно-белих фотографија и скенова новинских наслова и делова чланака. На крају књиге налази се осам листова са фотографијама из филма Монтевидео, Бог те видео! у пуном колору.
Владимир Станковић је о књизи рекао:
| „ | Књига и све што је прати јесу омаж фудбалу и великим играчима између два рата, али је истовремено и омаж једној храброј, поносној и амбициозној Србији која је само 12 година после голготе у Првом светском рату кренула стазама успеха на свим пољима, о једном европском, атрактивном Београду и, надасве, о људима који су духом,талентом и знањем дефинитивно уписали српску престоницу на мапу света. Наслов књиге је истргнут из једног од многобројних телеграма које су репрезентативци добијали:„Југославијо, у Монтевидео, Бог те видео, угрувај Уругвај!” Цео телеграм је, због риме, језички мало рогобатан али је изврсно послужио за наслов. Ово је документарни роман о фудбалу са аутентичним јунацима али има и имагинарних ликова који нам помажу да доживимо и догађај, време и околности. | ” |

## Екранизација
Књига је послужила за реализацију мултимедијалног пројекта продуцентске куће "Intermedia Network" који чине документарни и играни филма у два дела, ТВ серија од 15 епизода.